# Оук-Форест (Іллінойс)
Оук-Форест (англ. Oak Forest) — місто (англ. city) в США, в окрузі Кук штату Іллінойс. Населення — 27 478 осіб (2020).

## Географія
Оук-Форест розташований за координатами 41°36′20″ пн. ш. 87°45′13″ зх. д. / 41.60556° пн. ш. 87.75361° зх. д. (41.605674, -87.753565).  За даними Бюро перепису населення США в 2010 році місто мало площу 15,54 км², з яких 15,41 км² — суходіл та 0,12 км² — водойми.

## Демографія
Згідно з переписом 2010 року, у місті мешкали 27 962 особи в 10 208 домогосподарствах у складі 7380 родин. Густота населення становила 1800 осіб/км².  Було 10672 помешкання (687/км²).
Расовий склад населення:
| - 83,4 % — білих - 4,5 % — чорних або афроамериканців - 3,9 % — азіатів - 0,2 % — корінних американців - 5,7 % — осіб інших рас |

До двох чи більше рас належало 2,3 %. Частка іспаномовних становила 13,4 % від усіх жителів.
За віковим діапазоном населення розподілялося таким чином: 24,3 % — особи молодші 18 років, 64,5 % — особи у віці 18—64 років, 11,2 % — особи у віці 65 років та старші. Медіана віку мешканця становила 37,7 року. На 100 осіб жіночої статі у місті припадало 97,5 чоловіків;  на 100 жінок у віці від 18 років та старших — 94,4 чоловіків також старших 18 років.
Середній дохід на одне домашнє господарство  становив 81 916 доларів США (медіана — 69 866), а середній дохід на одну сім'ю — 93 302 долари (медіана — 83 193). Медіана доходів становила 53 647 доларів для чоловіків та 46 062 долари для жінок. За межею бідності перебувало 5,7 % осіб, у тому числі 7,2 % дітей у віці до 18 років та 4,1 % осіб у віці 65 років та старших.
Цивільне працевлаштоване населення становило 15 022 особи. Основні галузі зайнятості: освіта, охорона здоров'я та соціальна допомога — 23,1 %, виробництво — 12,6 %, науковці, спеціалісти, менеджери — 10,8 %, мистецтво, розваги та відпочинок — 10,8 %.